# Голден Пасс ЗПГ (термінал/завод)
Голден Пасс ЗПГ — термінал для прийому та регазифікації зрідженого природного газу в США на узбережжі Мексиканської затоки в окрузі Джефферсон (штат Техас), у 10 милях на південь від Порт-Артура. Внаслідок «сланцевої революції» імпортний термінал втратив своє значення та планується до перетворення на завод із виробництва ЗПГ на експорт.
Термінал розташований на протоці Sabine — Neches в пониззі річки Сабін (на цьому водному шляху знаходиться і завод із зрідження газу Сабін Пасс). Введений в експлуатацію у 2010 році, він має регазифікаційну потужність понад 20 млрд.м3 на рік. Для зберігання ЗПГ створене сховище із п'яти резервуарів об'ємом по 155000 м3 кожен. Портове господарство включає два причали для обслуговування газових танкерів. Трубопровід Голден Пасс довжиною 69 миль забезпечив підключення до дев'яти газопровідних систем. Проєкт терміналу реалізовано консорціумом у складі Qatar Petroleum (70 %), ExxonMobil (17,6 %) та ConocoPhillips (12,4 %).
На момент запуску імпортного терміналу в США вже повним ходом йшла «сланцева революція», яка невдовзі перетворила країну на нетто-експортера блакитного палива. Як наслідок, виник план доповнити термінал Голден Пасс заводом із зрідження природного газу. Передбачається спорудити тут три технологічні лінії сукупною потужністю 15,6 млн.т на рік (21,8 млрд.м3). Також будуть створені кілька перемичок в газотранспортній системі та встановлено три компресорні станції. Проєкт, вартість якого понад 10 млрд доларів США, збираються реалізувати компанії Qatar Petroleum (70 %) та ExxonMobil (30 %).
У грудні 2016 року було отримано дозвіл Федеральної комісії з регулювання енергетики на спорудження заводу.